# Dictature militaire de l'Équateur
 (avril 2025).
Si vous disposez d'ouvrages ou d'articles de référence ou si vous connaissez des sites web de qualité traitant du thème abordé ici, merci de compléter l'article en donnant les références utiles à sa vérifiabilité et en les liant à la section « Notes et références ».
 (juillet 2022).
La mise en forme du texte ne suit pas les recommandations de Wikipédia : il faut le « wikifier ».
Les points d'amélioration suivants sont les cas les plus fréquents. Le détail des points à revoir est peut-être précisé sur la page de discussion.
- Les titres sont pré-formatés par le logiciel. Ils ne sont ni en capitales, ni en gras.
- Le texte ne doit pas être écrit en capitales (les noms de famille non plus), ni en gras, ni en italique, ni en « petit »…
- Le gras n'est utilisé que pour surligner le titre de l'article dans l'introduction, une seule fois.
- L'italique est rarement utilisé : mots en langue étrangère, titres d'œuvres, noms de bateaux, etc.
- Les citations ne sont pas en italique mais en corps de texte normal. Elles sont entourées par des guillemets français : « et ».
- Les listes à puces sont à éviter, des paragraphes rédigés étant largement préférés. Les tableaux sont à réserver à la présentation de données structurées (résultats, etc.).
- Les appels de note de bas de page (petits chiffres en exposant, introduits par l'outil «  Source ») sont à placer entre la fin de phrase et le point final[comme ça].
- Les liens internes (vers d'autres articles de Wikipédia) sont à choisir avec parcimonie. Créez des liens vers des articles approfondissant le sujet. Les termes génériques sans rapport avec le sujet sont à éviter, ainsi que les répétitions de liens vers un même terme.
- Les liens externes sont à placer uniquement dans une section « Liens externes », à la fin de l'article. Ces liens sont à choisir avec parcimonie suivant les règles définies. Si un lien sert de source à l'article, son insertion dans le texte est à faire par les notes de bas de page.
- La présentation des références doit suivre les conventions bibliographiques. Il est recommandé d'utiliser les modèles {{Ouvrage}}, {{Chapitre}}, {{Article}}, {{Lien web}} et/ou {{Bibliographie}}. Le mode d'édition visuel peut mettre en forme automatiquement les références.
- Insérer une infobox (cadre d'informations à droite) n'est pas obligatoire pour parachever la mise en page.

Pour une aide détaillée, merci de consulter Aide:Wikification.
Si vous pensez que ces points ont été résolus, vous pouvez retirer ce bandeau et améliorer la mise en forme d'un autre article.
1960–1979
L'Équateur devient une dictature militaire de 1960 vers 1979 à la suite d'un coup d'État par les forces armées en étant impliqué par les États-Unis dans l'opération Condor. En 1979, alors que le pays devient l’un des plus grands exportateurs de pétroles, le candidat Jaime Roldós, un populiste aux élections vient d'être élu démocratiquement président, cela avait obligé à l'ancien chef de l'état de mettre fin à plusieurs années de violences, de purges, de tortures et d'exécutions d’état en cas d'opposition contre le régime mise en place, le pays se démocratise et devient un état multipartiste.

## Mandat de José María Velasco Ibarra (1960-1961)
L'instabilité a commencé immédiatement. Ponce était tellement en colère contre les attaques de campagne vicieuses de Velasco contre son gouvernement qu'il a démissionné le dernier jour de son mandat plutôt que de présider l'investiture de son successeur. Au cours de sa campagne, "la personnification nationale" avait promis le soutien du gouvernement aux masses urbaines pauvres, dont beaucoup avaient récemment migré vers Guayaquil et d'autres grandes villes à la recherche d'un emploi décent et d'un endroit où vivre. Le populisme de Velasco s'est poursuivi dans son discours inaugural, lorsqu'il a renoncé au Protocole de Rio détesté depuis 1942. Il est donc arrivé au pouvoir avec l'adoration des masses, mais il s'est chargé d'engagements coûteux envers les pauvres à un moment où les déficits des caisses de l'État approchaient un niveau critique. De plus, Velasco a menacé l'économie chancelante de l'Équateur avec ce qui équivalait à une déclaration d'hostilités contre le Pérou et les garants du Protocole de Rio, à savoir l'Argentine, le Brésil, le Chili et les États-Unis.
Sentant la direction du vent politique dans le sillage de la révolution cubaine, Velasco a amplifié sa rhétorique anti-américaine et a inclus des gauchistes dans son gouvernement. Pendant ce temps, les États-Unis ont encouragé les gouvernements latino-américains à rompre les relations diplomatiques avec Cuba. En peu de temps, la polarisation politique croissante de l'Équateur s'est manifestée par des flambées de violence entre les étudiants de gauche et la droite anticommuniste.
La détérioration rapide de la situation économique provoqua cependant rapidement une scission au sein de la coalition velasquista, la gauche, dirigée par le vice-président Carlos Julio Arosemena Monroy (qui était également président de la Chambre des députés), s'opposant ouvertement au gouvernement en juillet 1961. En octobre les relations entre le gouvernement de Velasco et le Congrès s'étaient détériorées au point où les législateurs et les spectateurs progouvernementaux se sont engagés dans une fusillade. Bien que des dizaines d'impacts de balles aient été découverts plus tard dans la Chambre, personne n'a été blessé.
Une série de nouvelles taxes de vente imposées au cours du même mois afin de générer des revenus désespérément nécessaires a ensuite déclenché une grève générale et une série de manifestations et d'émeutes dans plusieurs grandes villes. Au milieu d'un chaos croissant, Velasco a ordonné l'arrestation de son vice-président, une décision qui l'a exposé à des accusations de violation de la constitution. Le 8 novembre, après seulement quatorze mois au pouvoir, Velasco a été évincé par l'armée et remplacé par le vice-président Arosemena, qui était son successeur constitutionnel ainsi que son principal adversaire.

## Régime de Carlos Julio Arosemena Monroy (1961-1963)
L'insistance d'Arosemena à maintenir des relations avec Cuba est cependant devenue un problème politique intérieur majeur en Équateur. Les opposants politiques ont qualifié Arosemena comme de dangereux communiste et une partie de l'armée est entrée en rébellion ouverte en mars 1962. Le mois suivant, l'Équateur a rompu ses relations diplomatiques avec Cuba, la Pologne et la Tchécoslovaquie. La crise de Cuba s'est avérée très coûteuse pour Arosemena, qui a perdu non seulement une grande partie de son soutien politique local, mais aussi la confiance en soi nécessaire pour poursuivre sa propre voie indépendante. Par la suite, le gouvernement a dérivé avec peu de dirigeant de la part du président, qui se serait livré à de fréquentes beuveries.
La brève apparition d'un mouvement de guérilla dans la jungle côtière et une série d'incidents terroristes à petite échelle (dont beaucoup se sont révélés plus tard avoir été mis en scène par des provocateurs de droite) ont également laissé Arosemena ouvert aux accusations de ne pas pouvoir ou ne pas vouloir arrêter la subversion communiste. Au début de 1963, la conspiration militaire était de nouveau en marche. Le 11 juillet, le haut commandement des forces armées décide, sans opposition, de déposer Arosemena.

## Junte (1963-1966)
La junte militaire de quatre hommes qui a pris le pouvoir a annoncé son intention de ne pas ramener la nation à la règle constitutionnelle jusqu'à l'institution de réformes socio-économiques de base, que Velasco et Arosemena avaient promises mais jamais mises en œuvre. Cet échec de leurs deux prédécesseurs civils, selon la junte, était devenu une source de frustration croissante au sein des classes inférieures, les rendant ainsi plus réceptives à l'attrait du communisme. La junte a combiné son anticommunisme réformiste avec la variété plus traditionnelle de la ligne dure. Après avoir emprisonné ou exilé toute la direction de la gauche communiste, le nouveau gouvernement a réorganisé les deux principales universités du pays dans le but de les éliminer en tant que sources d'activité politique de gauche.
En juillet 1964, la junte décrète la loi de réforme agraire pour commémorer le premier anniversaire de son accession au pouvoir. La loi a aboli le système huasipungo, l'arrangement foncier féodal largement utilisé dans la Sierra. Cependant, la loi a entraîné peu d'améliorations réelles dans la vie des paysans de la Sierra qui souffrent depuis longtemps et sont morts par manque de financement sous les gouvernements civils ultérieurs.
Une réforme significative a été empêchée, du moins en partie, par le processus de prise de décision de plus en plus lourd au sein de l'exécutif politiquement hétérogène et pluriel. L'insubordination du représentant de l'armée de l'air à la junte a conduit à son limogeage et à son arrestation en novembre 1965; par la suite, la junte n'avait plus que trois membres.
En 1965, l'Équateur a également connu une chute spectaculaire de ses revenus provenant des exportations de bananes et, malgré la généreuse aide au développement du gouvernement des États-Unis et de la banque interaméricaine de développement, la junte a soudainement fait face à une crise économique de grande ampleur. L'annonce d'une augmentation des taxes à l'importation a suscité l'opposition de la puissante chambre de commerce de Guayaquil, qui a appelé en mars à une grève générale. Des groupes d'étudiants et des syndicats longtemps mécontents n'étaient que trop heureux de se joindre à la protestation, qui s'est rapidement étendue à d'autres villes. Le 29 mars 1966, à la suite d'un attentat sanglant et démoralisant contre l'Université centrale de Quito, les réformateurs militaires désabusés démissionnent.

### Transition (1966-1967)
Le lendemain, un petit groupe de dirigeants civils a nommé Clemente Yerovi Indaburu, un producteur de bananes non partisan qui avait été ministre de l'Économie sous Galo Plaza, a été élu pour être président provisoire. En octobre, une assemblée constituante élue par le peuple a rédigé une nouvelle constitution et élu Otto Arosemena Gómez, un cousin de Carlos Julio et un centriste politique, pour agir en tant que deuxième président provisoire. Au cours de ses vingt mois au pouvoir, la nouvelle constitution est entrée en vigueur en mai 1967 et des élections populaires à la présidence ont eu lieu en juin 1968. Incroyablement, Velasco, aujourd'hui âgé de soixante-quinze ans, a été élu à la présidence pour la cinquième fois, un incroyable trente-quatre ans après sa première victoire.

## Régime de Vélasco (1968-1972)
La faiblesse du mandat de Velasco - il n'a réussi qu'à une pluralité d'à peine un tiers du vote populaire dans un champ bondé de cinq candidats - laissait présager des difficultés politiques qui l'ont tourmenté pendant son dernier mandat. Sa Fédération nationale Velasquiste nouvellement formée (Federación Nacional Velasquista - FNV) était loin d'avoir la majorité dans les deux chambres du Congrès, et l'échec de la constitution d'une coalition de travail a conduit à une impasse dans le processus législatif. Même le propre vice-président de Velasco, un libéral de Guayaquileño nommé Jorge Zavala Baquerizo, s'est transformé en critique strident et virulent. Les ministres du Cabinet allaient et venaient avec une fréquence étonnante. Cette impasse politique s'est rapidement combinée aux crises budgétaire et de balance des paiements, devenues habituelles sous les habitudes dépensières et la mauvaise gestion administrative associées à chacun des mandats de Velasco, pour engendrer une crise politique majeure. Le tournant s'est produit le 22 juin 1970, lorsque Velasco, dans une action connue sous le nom d'autogolpe (auto-prise du pouvoir), a rejeté le Congrès et la Cour suprême et a assumé des pouvoirs dictatoriaux.
Velasco a par la suite décrété un certain nombre de mesures économiques nécessaires, quoique extrêmement impopulaires. Après avoir dévalué le sucre pour la première fois depuis 1961, il a placé des contrôles stricts sur les transactions de change, puis a décrété un certain nombre de nouvelles mesures fiscales, dont la plus controversée a considérablement augmenté les tarifs d'importation. Velasco a tenté de compenser sa perte de prestige en appâtant les États-Unis, en saisissant et en infligeant des amendes aux bateaux de pêche américains trouvés à moins de 200 milles marins (370 km) de la côte équatorienne. L'intensification de la « guerre du thon » a enflammé les esprits dans les deux pays ; L'Équateur a renvoyé les conseillers militaires américains et les États-Unis ont retiré presque toute l'aide économique et militaire à l'Équateur. Cependant, de telles aventures nationalistes n'avaient pour Velasco qu'une valeur momentanée. En 1971, au milieu des troubles civiques croissants qui ont vérifié l'étendue de l'opposition, il a été contraint d'annuler un plébiscite national prévu dans lequel il espérait remplacer la constitution de 1967, par la charte rédigée sous ses propres auspices en 1946 la Constitution, a soutenu Velasco, rendu le président trop faible pour être efficace.
L'autogolpe du président et son maintien au pouvoir ont été possibles grâce au soutien des forces armées. L'allié clé de Velasco était son neveu et ministre de la Défense, le général Jorge Acosta Velasco, qui remaniait continuellement le haut commandement afin de conserver les velasquistas aux postes clés. À la suite d'une tentative ratée d'évincer le puissant commandant de l'académie militaire de Quito en avril 1971, cependant, Acosta lui-même fut contraint de démissionner de son portefeuille ministériel et fut sommairement envoyé à Madrid en tant qu'ambassadeur. Ayant perdu l'homme qui était sa cheville ouvrière dans les forces armées et le seul héritier apparent du trône velasquiste, Velasco a été laissé à la merci du haut commandement.
Deux circonstances se sont révélées essentielles pour persuader l'armée de renverser Velasco avant la fin prévue de son mandat en 1972. D'une part, l'État devait très prochainement commencer à récolter d'énormes revenus grâce à une concession pétrolière de 1964. D'autre part, le favori écrasant pour remporter la présidence en 1972 était Asaad Bucaram Elmhalim, un ancien colporteur qui, en 1960, avait pris la direction du CFP à Guevara Moreno et plus tard avait été deux fois un maire extrêmement populaire de Guayaquil. Les militaires et les milieux d'affaires considéraient Bucaram comme dangereux, imprévisible et inapte à être président, en particulier à une époque où des revenus sans précédent devaient affluer dans les coffres de l'État. Le 15 février 1972, quatre mois avant les élections prévues, les militaires sous le commandement de Jorge Queirolo G. renversent à nouveau Velasco, qui est envoyé dans sa dernière période d'exil. Il a été remplacé par une junte militaire de trois hommes dirigée par le chef d'état-major de l'armée, le général Guillermo Rodríguez Lara.

## Junte (1972-1979)
Le régime militaire s'est qualifié de "nationaliste et révolutionnaire", mais les liens bien connus de Rodríguez Lara avec le monde des affaires de Guayaquil ont signalé la déception de ceux qui prévoyaient qu'il dirigerait un régime militaire progressiste tel que celui qui régnait au Pérou à l'époque. Il est rapidement devenu évident que, idéologiquement, le régime du général Guillermo Rodríguez Lara était un hybride, reflétant un équilibre ténu entre les tendances politiques très divergentes au sein des forces armées équatoriennes. Néanmoins, comme les régimes péruvien et brésilien contemporains, le régime de Rodríguez Lara, a-t-il promis, ne serait pas un gouvernement intérimaire, mais plutôt une entreprise à long terme dédiée à l'introduction de changements structurels jugés nécessaires pour débloquer le processus de développement.
Le régime de Rodríguez Lara a mis l'accent très tôt sur une campagne visant en partie à exercer un contrôle ferme sur les ressources pétrolières du pays et en partie à consolider l'autorité politique du gouvernement. Plusieurs anciens dirigeants politiques, dont l'ex-président Otto Arosemena, ont été jugés pour corruption en lien avec des concessions pétrolières accordées dans les années 1960. En outre, un grand nombre de fonctionnaires du gouvernement Velasco, partisans de Bucaram, ainsi que des trafiquants de drogue, des importateurs légitimes et des douaniers ont été inculpés de corruption et «d'enrichissement illégal». Bien qu'il ait ainsi attaqué ses principaux opposants dès le début, le régime militaire n'a cependant pas réussi à construire sa propre base civile de soutien politique.
Les promesses d'une "réforme agraire significative" sous les auspices du ministre de l'Agriculture Guillermo Maldonado, un réformateur dévoué, ont été frustrées par l'opposition intense des élites traditionnelles. Maldonado a finalement été expulsé et à la fin des quatre années au pouvoir de Rodríguez Lara, moins de 1% des terres cultivables de l'Équateur avaient changé de mains dans le cadre de la réforme. Des réalisations plus notables sont survenues dans les domaines de la construction de projets d'infrastructure, tels que la grande raffinerie de pétrole et le complexe pétrochimique d'Esmeraldas; divers projets d'autoroutes et d'électrification; et les entreprises capitalistes d'État, en particulier la Société pétrolière d'État équatorienne (Corporación Estatal Petrolera Ecuatoriana—CEPE). Cette dernière société a été fondée en 1972 et est devenue l'acteur majeur de l'exploitation équatorienne de ses réserves pétrolières.
La politique pétrolière était le véhicule du régime pour son expression la plus énergique du nationalisme. Le ministre des Ressources naturelles, Gustavo Jarrín Ampudia, a présidé l'entrée de l'Équateur en 1973 dans l'Organisation des pays exportateurs de pétrole (OPEP), avec tout le prestige et les avantages économiques qui en découlent. Il était également responsable de la renégociation par l'Équateur d'un certain nombre de concessions pétrolières, dont la concession clé Texaco-Gulf dans l'Oriente, à des conditions beaucoup plus favorables à l'État, telles que des augmentations substantielles à la fois des redevances payées par les entreprises étrangères et du taux d'imposition. ils ont payé sur les exportations de pétrole. Ces efforts ont d'abord réussi à permettre au gouvernement de conserver une plus grande part des revenus pétroliers de l'Équateur.
Cependant, les compagnies pétrolières sont de plus en plus déconcertées lorsque Jarrín propose à la fin de 1974 que la part des actions de la filiale Texaco-Gulf détenue par le CEPE soit portée de 25 à 51 %. Prétendant que les termes de leurs concessions négociées avec Jarrín avaient fixé le prix du pétrole équatorien au-delà du prix du marché mondial, les compagnies pétrolières ont considérablement réduit leurs exportations, ce qui a coûté au gouvernement des centaines de millions de dollars au cours des neuf mois suivants. Cette pression financière intense a finalement conduit à l'annonce en juillet 1975 d'une réduction des taxes sur les exportations des compagnies pétrolières. Il était donc clair que le régime militaire avait exagéré sa politique pétrolière nationaliste, n'ayant pas gardé à l'esprit que l'Équateur était, après tout, un producteur de pétrole relativement petit et donc pas un acteur puissant au sein de l'OPEP.
La modération de la politique pétrolière du régime n'a toutefois pas abouti à la résolution anticipée des problèmes économiques croissants. Les exportations de pétrole n'ont augmenté que légèrement, tandis que les importations, en particulier d'articles de luxe, ont continué de monter en flèche, aidées par une politique de bas tarifs conçue pour absorber les recettes pétrolières et ainsi contrôler l'inflation. Dépassant 22 % en 1974, l'inflation érodait rapidement la valeur réelle des salaires au sein de la classe moyenne.
La modération de la politique pétrolière du régime n'a toutefois pas abouti à la résolution anticipée des problèmes économiques croissants. Les exportations de pétrole n'ont augmenté que légèrement, tandis que les importations, en particulier d'articles de luxe, ont continué de monter en flèche, aidées par une politique de bas tarifs conçue pour absorber les recettes pétrolières et ainsi contrôler l'inflation. Dépassant 22 % en 1974, l'inflation érodait rapidement la valeur réelle des salaires au sein de la classe moyenne. En août, dans un effort pour résoudre ses difficultés de balance des paiements, le régime a décrété un droit de 60 % sur les articles de luxe importés. La mesure a été condamnée par les chambres de commerce de Quito et de Guayaquil, dont les électeurs étaient devenus dépendants de la vente des importations, et a provoqué, une semaine plus tard, un attentat sanglant dirigé par le président de l'état-major interarmées, le général Raúl González Alvear. , pour renverser Rodríguez Lara. Bien que cette tentative de coup d'État ait échoué, au prix de vingt-deux vies, le 11 janvier 1976, un deuxième coup d'État sans effusion de sang a réussi à éliminer Rodríguez Lara. Il a été remplacé par un Conseil suprême de gouvernement composé des commandants des trois forces armées : Alfredo Poveda (Marine), Luis Leoro (Forces aériennes) et Guillermo Durán (Armée).
En septembre 1975, une tentative de putsch échoue.